# Сверре Гансен
Сверре Гансен (норв. Sverre Hansen, 23 червня 1913, Ларвік — 22 серпня 1974, там само) — норвезький футболіст, що грав на позиції півзахисника за клуб «Фрам Ларвік», а також національну збірну Норвегії.

## Клубна кар'єра
У футболі відомий виступами у команді «Фрам Ларвік», кольори якої і захищав протягом усієї своєї кар'єри гравця. 
| Дата       | Місто      | Господарі | Результат | Гості     | Турнір                        | Голи | Примітки |
| ---------- | ---------- | --------- | --------- | --------- | ----------------------------- | ---- | -------- |
| 11.06.1933 | Копенгаген | Данія     | 2 – 2     | Норвегія  | Чемпіонат П. Європи 1933-1936 | -    |          |
| 20.06.1933 | Осло       | Норвегія  | 4 – 2     | Угорщина  | товариський матч              | 1    |          |
| 03.09.1933 | Гельсінкі  | Фінляндія | 1 – 5     | Норвегія  | Чемпіонат П. Європи 1933-1936 | 1    |          |
| 24.09.1933 | Осло       | Норвегія  | 0 – 1     | Швеція    | Чемпіонат П. Європи 1933-1936 | -    |          |
| 08.06.1934 | Осло       | Норвегія  | 4 – 0     | Австрія   | товариський матч              | -    |          |
| 01.07.1934 | Стокгольм  | Швеція    | 3 – 3     | Норвегія  | Чемпіонат П. Європи 1933-1936 | -    |          |
| 02.09.1934 | Осло       | Норвегія  | 4 – 2     | Фінляндія | Чемпіонат П. Європи 1933-1936 | 1    |          |
| 23.09.1934 | Осло       | Норвегія  | 3 – 1     | Данія     | Чемпіонат П. Європи 1933-1936 | 2    |          |
| 31.05.1935 | Осло       | Норвегія  | 2 – 0     | Угорщина  | товариський матч              | 1    |          |
| 23.06.1935 | Копенгаген | Данія     | 1 – 0     | Норвегія  | Чемпіонат П. Європи 1933-1936 | -    |          |
| 27.06.1935 | Осло       | Норвегія  | 1 – 1     | Німеччина | товариський матч              | -    |          |
| 18.06.1936 | Осло       | Норвегія  | 1 – 2     | Швейцарія | товариський матч              | 1    |          |
| 05.07.1936 | Гетеборг   | Швеція    | 2 – 0     | Норвегія  | Чемпіонат П. Європи 1933-1936 | -    |          |
| 26.07.1936 | Стокгольм  | Швеція    | 3 – 4     | Норвегія  | товариський матч              | -    |          |
| 03.08.1936 | Берлін     | Норвегія  | 4 – 0     | Туреччина | Олімпійські ігри 1936         | -    |          |
| Усього     |            | Матчів    | 15        |           | Голів                         | 7    |          |

## Титули і досягнення
- Бронзовий олімпійський призер: 1936